# Jean Kiehl
Pour les articles homonymes, voir Kiehl.
Jean Kiehl, né le 12 avril 1902 à Villeurbanne (Rhône-Alpes) et mort le 10 juin 1968 à Neuchâtel, est un enseignant, metteur en scène et pionnier du théâtre amateur en Suisse romande.

## Biographie
Jean Kiehl est le fils de Sophie Emilie, institutrice à Neuchâtel. En 1924, il obtient une licence ès lettres à l'Université de Neuchâtel puis devient enseignant de français au Gymnase de La Chaux-de-Fonds, à Saint-Moritz et dès 1937 à l'École supérieure de jeunes filles de Neuchâtel, institution dont il deviendra le directeur en 1960. Il se marie en 1931 à Louise Bloch avec laquelle il a deux enfants,.             
En parallèle il travaille comme metteur en scène dès 1930 et réalise son premier grand spectacle, une pièce de théâtre de Charly Clerc sur l'avènement de la Réforme à Neuchâtel. En 1934, il fonde avec Elmer du Pasquier, "La Compagnie de Saint-Grégoire". La troupe joue notamment Les bas-fonds de Maxime Gorki sous la direction de Jean Kiehl.  En 1951, il publie sa thèse de doctorat Les Ennemis du théâtre dans laquelle il oppose le théâtre, le cinéma et la littérature. Il crée le "Théâtre" en 1952 et fait partie des fondateurs de la société "Les Spectacles de Suisse française" qui monte notamment La Rose noire de Marignan (pièce écrite par Maurice Zermatten) ou Goetz de Berlichingen écrit par Johann Wolfgang von Goethe.            
Au cours de sa carrière, Jean Kiehl collabore notamment avec les neuchâtelois Emile de Ceuninck, Bernard Liègme, Marcel North et André Ramseyer. Il donne par ailleurs des conférences publiques.                   